# Старовишневецька сільська рада
| Старовишневецька сільська рада — колишній орган місцевого самоврядування у Синельниківському районі Дніпропетровської області з адміністративним центром у с. Старовишневецьке. Сільській раді підпорядковані населені пункти: - с. Старовишневецьке - с. Водяне - с. Катражка - с. Новопавлоградське - с. Парне - с-ще Вишневецьке |

## Склад ради
Рада складається з 16 депутатів та голови.

## Керівний склад сільської ради
| ПІБ                      | Основні відомості                                                                  | Дата обрання | Дата звільнення |
| ------------------------ | ---------------------------------------------------------------------------------- | ------------ | --------------- |
| Кулібаба Микола Петрович | Сільський голова, 1955 року народження, освіта, член Соціалістичної партії України | 26.03.2006   | 31.10.2010      |
| Лінник Тетяна Іванівна   | Сільський голова, 1955 року народження, освіта вища, член Партії регіонів          | 31.10.2010   |                 |

Примітка: таблиця складена за даними джерела